# Piper achupallasense
Piper achupallasense är en pepparväxtart som beskrevs av Truman George Yuncker. Piper achupallasense ingår i släktet Piper och familjen pepparväxter. Inga underarter finns listade i Catalogue of Life.